# Круглый Стол (Польша)
«Круглый Стол» (пол. Okrągły Stół) — переговоры между властями Польской Народной Республики и оппозиционным профсоюзом «Солидарность». Проходили в Варшаве 6 февраля — 5 апреля 1989 года. Завершились соглашениями о релегализации «Солидарности» и политической реформе. Договорённости Круглого стола в конечном счёте привели к глубоким политическим и экономическим переменам в стране, демонтажу режима ПОРП, переходу Польши к парламентской демократии и рыночной экономике, возникновению Третьей Речи Посполитой.

## Контекст
Весной-летом 1988 года Польшу захлестнула мощная забастовочная волна. Положение в стране фактически вернулось к состоянию лета 1980, однако ПОРП уже не могла рассчитывать на поддержку СССР. Угрозы вновь восстановить военное положение пришлось быстро оставить. Руководство ПОРП и правительство вынуждены были пойти на переговоры с официально запрещённой на тот момент «Солидарностью».
Главным проводником компромиссного курса стал глава МВД генерал Чеслав Кищак, недавний организатор репрессий против оппозиции. Кажущийся парадокс объяснялся тем, что руководитель карательного аппарата лучше других понимал невозможность силового подавления «Солидарности» в сложившейся ситуации. Эту линию поддерживали первый секретарь ЦК ПОРП Войцех Ярузельский и секретарь ЦК ПОРП Мечислав Раковский, вскоре возглавивший совет министров. Посредниками между правительством и «Солидарностью» выступили представители католической церкви, прежде всего викарный епископ Алоизий Оршулик (в начале 1980-х руководитель пресс-бюро польского епископата).
В конце августа состоялись личные встречи между Кищаком и Валенсой. Правительство стремилось любой ценой избежать всеобщей забастовки. «Солидарность» добивалась легализации своей деятельности. Так обозначились контуры компромисса. В сентябре 1988 года предварительная повестка дня будущего Круглого стола была согласована на конфиденциальных переговорах в Магдаленке.
В декабре 1988 — январе 1989 на пленуме ЦК ПОРП были сняты с постов ведущие представители «партийного бетона» — сталинистского крыла номенклатуры. Под угрозой своей отставки генерал Ярузельский, генерал Кищак, премьер Раковский и министр обороны генерал Сивицкий добились от ЦК санкции на переговоры с «Солидарностью».

## Основные участники
Официальные переговоры за Круглым столом прошли в Варшаве 6 февраля — 5 апреля 1989 года. В совещаниях участвовали 58 человек (в конфиденциальных встречах — 44). Были представлены правительство (ПОРП, ВСПС, аффилированные партии), оппозиция («Солидарность») и наблюдатели (представители католической церкви и лютеранской общины).
Со стороны правительства:
- Чеслав Кищак, член политбюро ЦК ПОРП, министр внутренних дел (в августе 1989 — премьер-министр Польши);
- Станислав Чосек, член политбюро, секретарь ЦК ПОРП;
- Казимеж Цыпрыняк, член политбюро ЦК ПОРП, председатель Центральной контрольно-ревизионной комиссии;
- Владислав Бака[пол.], вице-премьер по экономике;
- Мариан Ожеховский, член политбюро ЦК ПОРП, партийный куратор образования;
- Лешек Миллер, секретарь ЦК ПОРП по молодёжной политике и социальным вопросам (в 2001—2004 — премьер-министр Польши);
- Альфред Мёдович, председатель ВСПС;
- Александр Квасьневский, председатель правительственного комитета по делам молодёжи и спорта (в 1995—2005 — президент Польши);
- Юзеф Олексы, министр по сотрудничеству с профсоюзами (в 1995—1996 — премьер-министр Польши);
- Гжегож Колодко, экономист;
- Влодзимеж Цимошевич, агробизнесмен (в 1996—1997 — премьер-министр Польши);
- Герард Габрысь, шахтёр, бывший член политбюро.

Со стороны «Солидарности»:
- Лех Валенса, председатель профсоюза (в 1990—1995 — президент Польши);
- Тадеуш Мазовецкий, лидер католической интеллигенции (в 1989—1991 — премьер-министр Польши);
- Збигнев Буяк, руководитель подпольных структур профсоюза;
- Богдан Лис, активист гданьского забастовочного центра;
- Владислав Фрасынюк, председатель вроцлавского профцентра;
- Яцек Куронь, диссидент, эксперт профсоюза;
- Адам Михник, диссидент, эксперт профсоюза;
- Бронислав Геремек, историк, эксперт профсоюза;
- Ян Ольшевский, журналист, адвокат диссидентов (в 1991—1992 — премьер-министр Польши);
- Лех Качиньский, юрист, советник забастовочного комитета (в 2005—2010 — президент Польши);
- Ярослав Качиньский, юрист, советник забастовочного комитета (в 2006—2007 — премьер-министр Польши);
- Анджей Мильчановский, юрист, активист щецинского забастовочного центра (в 1992—1995 — министр внутренних Польши);
- Стефан Братковский, председатель Союза польских журналистов;
- Анджей Стельмаховский, юрист, эксперт профсоюза.
- Ришард Бжузый, профсоюзный деятель, активист белхатувских профсоюзов

Посредники от конфессий:
- Алоизий Оршулик, католический викарный епископ Седльце;
- Бронислав Дембовский[пол.], настоятель костёла св. Мартина;
- Януш Нарзыньский[пол.], епископ евангелической (лютеранской) церкви в Польше.

## Ход и решения
Обсуждались три блока вопросов: политическая реформа, социально-экономическая политика, профсоюзный плюрализм. Наиболее острые споры вызывали такие проблемы, как формы деятельности независимых профсоюзов, процедура многопартийных выборов, допуск оппозиции к СМИ, структура будущего парламента, полномочия будущего главы государства, повышение заработной платы и индексация доходов населения.
Переговоры неоднократно оказывались под угрозой срыва. Правительственная сторона с трудом шла на уступки. Представители «Солидарности» (Фрасынюк, Ольшевский), в свою очередь, считали чрезмерными уступки, на которые соглашались Валенса, Куронь, Михник. Со стороны ПОРП наиболее жёсткую позицию занимал Миллер, со стороны «Солидарности» — Фрасынюк. Положение осложнялось тем, что, если в правительственной делегации основные решения в конечном счёте принимал Кищак, то в оппозиционной возникали острые споры. Однако общее стремление достичь договорённостей помогло преодолеть разногласия по конкретным вопросам.
Итоговые документы — «Соглашения Круглого стола» — были подписаны 5 апреля 1989. В соответствии с ними
- учреждался институт президентства

- пост президента Польши на ближайшие шесть лет резервировался за Войцехом Ярузельским, который оставлял пост первого секретаря ЦК ПОРП (его преемником в партии становился Мечислав Раковский)

- учреждалась верхняя палата парламента — сенат — целиком избираемая на альтернативной основе

- при избрании нижней палаты — сейма — устанавливались квоты: за ПОРП, её сателлитами и официальными католическими организациями резервировалось 65 % мест в палате (299 мандатов); 35 % (161 мандат) избирались на альтернативной основе

- «Солидарность» получала еженедельную получасовую ТВ-программу, возобновлялся выход профсоюзного печатного еженедельника

Была также принята «Позиция по социально-экономической политике и системным реформам», но она сводилась к декларациям и не содержала какой-либо конкретики. Эти вопросы по умолчанию переносились в компетенцию будущего правительства, которое предстояло сформировать по результатам парламентских выборов 4 июня 1989.

## Оценки
Правительственная сторона посчитала результаты Круглого стола успешными для себя. «Контрольный пакет» в законодательном сейме заранее сохранялся за номенклатурой ПОРП. Свободно избираемый сенат носил в основном законосовещательный характер. Партийные социологические службы прогнозировали избирательный успех кандидатов ПОРП. Президентство Ярузельского — оговорённое без выборов — обеспечивало контроль над исполнительной властью. Аппарат ПОРП передавался в руки Раковского. Существенных перемен в составе правительства не планировалось, милиция и служба безопасности оставались за Кищаком, армия — за Сивицким. Экономическая реформа, особенно приватизация, задумывались кабинетом Раковского по номенклатурному сценарию, но получали санкцию общества через формально избираемый парламент. При этом забастовки и гражданское неповиновение были в целом остановлены, оппозиционная активность переведена в предвыборное русло. Существует также обоснованное предположение, что в Магдаленке и на Круглом столе были оговорены персональные гарантии от ответственности за действия, совершённые в период военного положения.
Сторонники Валенсы в «Солидарности» также рассматривали Круглый стол как крупный успех. Независимый профсоюз снова получил возможность легальной деятельности. В парламенте ожидалось создание крупного депутатского клуба оппозиции, способного оказывать давление на правительство и президента. Появлялись широкие возможности для реализации социальных требований «Солидарности».
Категорически осудили Круглый стол лишь крайние фракции с обеих сторон — «партийный бетон» и «фундаменталисты Солидарности». Сталинистское крыло ПОРП было, однако, полностью деморализовано, маргинализировано и практически не влияло на политику. С другой стороны, радикальная оппозиция — Борющаяся Солидарность, Конфедерация независимой Польши — обвинила группу Валенсы-Куроня-Мазовецкого в «антинародном сговоре» с коммунистической верхушкой и её «советскими надзирателями». Наиболее резким критиком Круглого стола выступил Анджей Гвязда:

Сначала была Магдаленка. А позже — под контролем Москвы — круглый стол, где в хорошей обстановке утверждались магдаленковские решения. Это было сделано без споров. «Я понимаю вас, генерал», — сказал Лех Валенса, выслушав лекцию Кищака.

## Последствия
Последующее развитие событий опрокинуло расчёты и опровергло оценки всех сторон. Выборы 4 июня 1989 года завершились убедительной победой «Солидарности» (почти все места в сенате и все мандаты, избираемые на альтернативной основе, в сейме). В послевыборной обстановке сохранение у власти правительства ПОРП сделалось невозможным. Было сформирован кабинет во главе с Тадеушем Мазовецким. Новое правительство приступило к радикальным экономическим реформам.
27 января 1990 года XI съезд ПОРП принял решение о самороспуске польской компартии. Стало очевидным, что договорённость о шестилетнем пребывании генерала Ярузельского на президентском посту (подтверждённая голосованием 19 июля в квотированном сейме) устарела, не признаётся обществом и не может выполняться.
В ноябре-декабре 1990 года состоялись президентские выборы, на которых одержал победу Лех Валенса. В ноябре 1991 года прошли полностью свободные, в отличие от 1989 года, выборы в парламент. Осуществилась полная смена общественного и государственного строя. Масштабы и стремительность перемен превзошли самые смелые ожидания оппозиции на рубеже 1988—1989 годов.
Несмотря на негативное отношения радикалов, в целом Круглый стол 1989 года считается в современной Польше адекватным политическим компромиссом, позволившим без насилия перейти к новому общественному строю.